# スポーツクライシス 〜香取慎吾×真実のアスリートたち〜
『スポーツクライシス 〜香取慎吾×真実のアスリートたち〜』（スポーツクライシス かとりしんご×しんじつのアスリートたち）は、2010年12月12日 16:05 - 17:20 (JST。『日曜スペシャル』枠) にフジテレビ系列局で放送された関西テレビ製作の特別番組。

## 番組概要
人々に大きな感動や勇気を与えるスポーツ。しかし、現代ではビジネスとしての価値の高まりや、国家戦略の一端を担うなどの意図もある。サッカービジネスの青田買いに翻弄される子どもたち、加速するドーピング、そしてそれに手を染めてしまうアスリート、国威発揚の国家事業としての中国のスポーツやその究極の育成システム、メダリストたちを待ち受ける苦悩、超一流選手を生み出すために、最高の栄誉を勝ち取るために、世界の最先端では、ありとあらゆることが行われている。スポーツとは一体何なのか、アスリートたちは何故ひたむきに戦うのか、美談だけでは語ることのできない、偽らざるスポーツの世界を徹底取材。極限の状態で立ち向かうアスリートたちの真実、そしてスポーツとは何か、これまでにない角度からスポーツの真髄に迫っていく。

## 出演者

### ナビゲーター
- 香取慎吾（当時SMAP）

### パネラー
- テリー伊藤
- 杉崎美香

### スタジオ出演アスリート
- 上野由岐子（ソフトボール）
- 高橋尚子（陸上競技）
- 為末大（陸上競技）
- ラモス瑠偉（サッカー）